# Edmilson Pedro
Pour les articles homonymes, voir Pedro.
Edmilson Pedro, né le 23 mai 1997 à Luanda, est un judoka angolais.

## Carrière
Edmilson Pedro est médaillé d'or dans la catégorie des moins de 66 kg aux championnats d'Afrique 2022 à Oran, puis médaillé de bronze dans la même catégorie aux championnats d'Afrique 2024 au Caire.
Il est nommé porte-drapeau de la délégation angolaise aux Jeux olympiques de 2024 à Paris aux côtés de la handballeuse Azenaide Carlos.
Il est médaillé d'or dans la catégorie des moins de 66 kg aux Championnats d'Afrique 2025 à Abidjan, s'imposant en finale contre le Sénégalais Mouhamedou Mboup (es).